# Filmfare Award de la meilleure actrice en malayalam

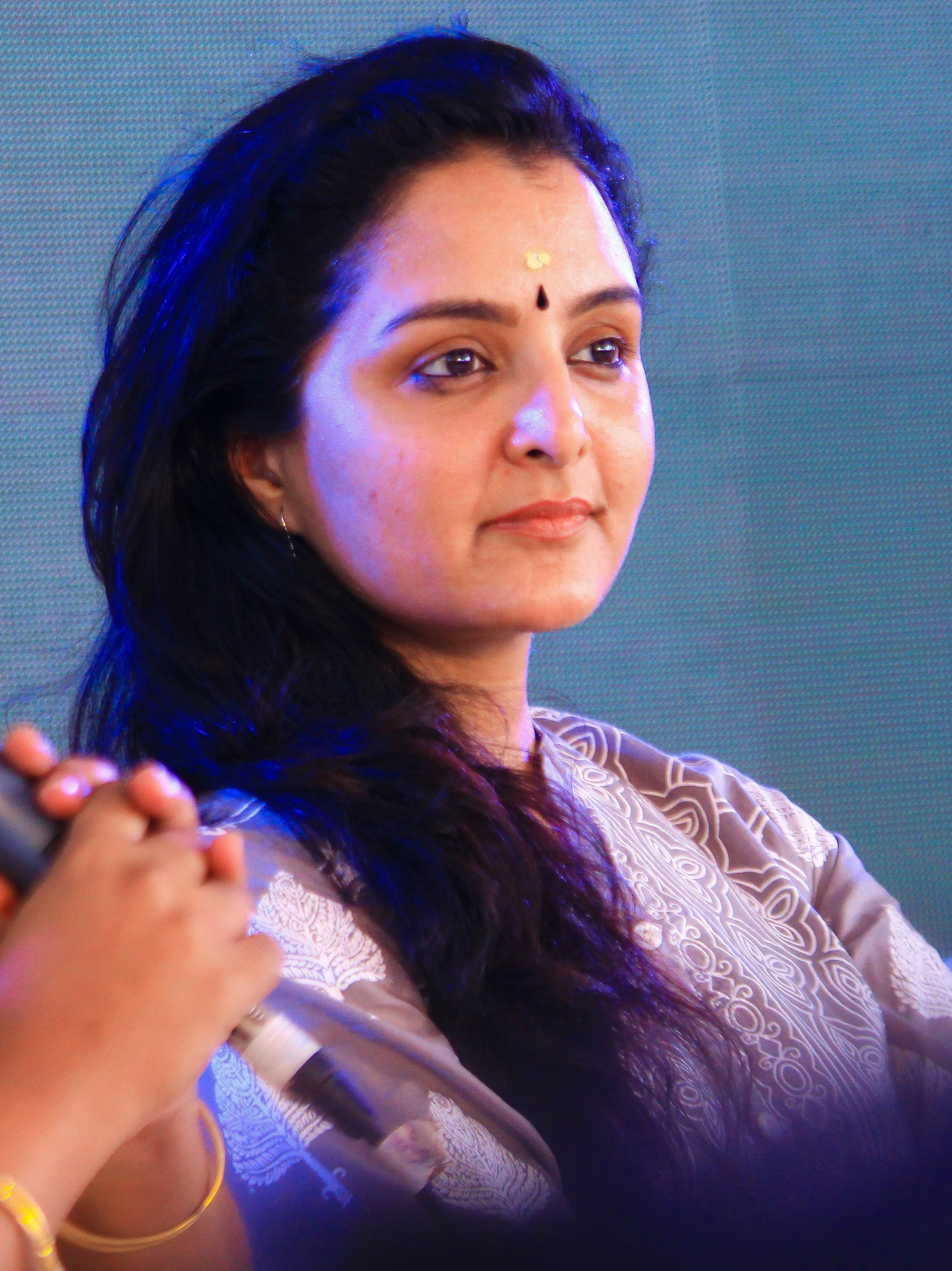
Manju Warrier, récompensée à de multiples reprises du prix Filmfare de la meilleure actrice en malayalam

Le prix Filmfare de la meilleure actrice en malayalam est une récompense attribuée depuis 1972 par le magazine indien Filmfare dans le cadre des Filmfare Awards South annuels pour les films en malayalam (Mollywood).

## Nominations et Lauréats

### Années 1970
- 1972 : Roja Ramani - Chembarathy [1]
- 1973 : Nanditha Bose - Swapnam [1]
- 1974 : Lakshmi - Chattakari [1]
- 1975 : Lakshmi - Chalanum [1]
- 1976 : Lakshmi - Mohiniyaattam (film) [1]
- 1977 : Sheela - Lakshmi [1]
- 1978 : Jayabharathi - Vadakakkoru Hridhyam [1]
- 1979 : Srividya - Edavazhiyile Poocha Minda Poocha [1]

### Années 1980
- 1980 : Srividya - Puzha [1]
- 1981 : Jalaja - Venal [1]
- 1982 : Poornima Jayaram - Olangal [1]
- 1983 : Non attribué
- 1984 : Non attribué
- 1985 : Non attribué
- 1986 : Shari - Namukku Parkkan Munthiri Thoppukal[2]
- 1987 : Sharada - Oru Minnaminunginte Nurunguvettam [3],[4]
- 1988 : Revathi - Kakkothikkavile Appooppan Thaadikal [5]
- 1989 : Rekha - Dasharatham [6]

### Années 1990
- 1990 : Shobana - Innale [7]
- 1991 : Amala - Ulladakkam [8]
- 1992 : Geetha - Aadhaaram
- 1993 : Madhavi - Akashadoothu
- 1994 : Shobana - Thenmavin Kombath [9],[10]
- 1995 : Annie - Mazhayethum Munpe [11]
- 1996 : Manju Warrier - Ee Puzhayum Kadannu [12]
- 1997 : Manju Warrier - Aaraam Thampuran et Kaliyattam [13],[14]
- 1998 : Manju Warrier - Kanmadam [15]
- 1999 : Manju Warrier - Pathram [16]

### Années 2000
- 2000 : Samyuktha Varma - Mazha [17]
- 2001 : Samyuktha Varma - Meghamalhar [18]
- 2002 : Navya Nair - Nandanam [19]
- 2003 : Meera Jasmine - Kasthoorimann [20]
- 2004 : Geethu Mohandas - Akale [21]
- 2005 : Meera Jasmine - Achuvinte Amma [22]
- 2006 : Padmapriya - Karutha Pakshikal [22]
- 2007 : Meera Jasmine - Ore Kadal [23]

- 2008 : Priyamani – Thirakkatha dans le rôle de Malavika [24]
  - Gopika – Veruthe Oru Bharya dans le rôle de Bindu
  - Meera Jasmine – Calcutta News dans le rôle de Krishna Priya
  - Meera Nandan – Mulla dans le rôle de Lachi
  - Padmapriya – Panchamara Thanalil

- 2009 : Swetha Menon – Paleri Manikyam dans le rôle de Cheeru [24]
  - Gopika – Swantham Lekhakan dans le rôle de Vimala
  - Kanika – Bhagyadevatha dans le rôle de Daisy
  - Mamta Mohandas – Passenger dans le rôle de Anuradha Nandan
  - Priyanka Nair – Vilapangalkkappuram dans le rôle de Zahira

### Années 2010
- 2010 : Mamta Mohandas – Kadha Thudarunnu dans le rôle de Vidyalakshmi
  - Archana Jose Kavi – Mummy & Me dans le rôle de Jewel
  - Kavya Madhavan – Paappi Appacha dans le rôle de Annie
  - Priyamani – Pranchiyettan & the Saint dans le rôle de Padmashree a.k.a. Pappy
  - Samvrutha Sunil – Cocktail dans le rôle de Parvathy

- 2011 : Kavya Madhavan – Khaddama dans le rôle de Aswathi [25]
  - Jaya Prada – Pranayam dans le rôle de Grace
  - Shwetha Menon – Salt N' Pepper dans le rôle de Maya Krishnan
  - Samvrutha Sunil – Swapna Sanchari dans le rôle de Reshmi
  - Rima Kallingal – City of God dans le rôle de Surya Prabha

- 2012 : Rima Kallingal – 22 Female Kottayam dans le rôle de Tessa K. Abraham [26]
  - Kavya Madhavan – Bavuttiyude Namathil dans le rôle de Vanaja
  - Mamta Mohandas – Arike dans le rôle de Anuradha
  - Revathi – Molly Aunty Rocks! dans le rôle de Molly Aunty
  - Shweta Menon – Ozhimuri dans le rôle de Kali Pillai

- 2013 : Ann Augustine - Artist [27]
  - Mamta Mohandas - Celluloid
  - Meena - Drishyam
  - Shobana - Thira
  - Shweta Menon - Kalimannu

- 2014 : Manju Warrier – How Old Are You? [28]
  - Anusree - Ithihasa
  - Aparna Gopinath - Munnariyippu
  - Asha Sarath - Varsham
  - Nazriya Nazim - Om Shanti Oshana

- 2015 : Parvathy – Ennu Ninte Moideen [29]
  - Amala Paul –  Mili
  - Anusree – Chandrettan Evideya
  - Mamta Mohandas – Two Countries
  - Manju Warrier – Rani Padmini

- 2016 : Nayantara – Puthiya Niyamam [30]
  - Manju Warrier – Karinkunnam 6'S
  - Rajisha Vijayan – Anuraga Karikkin Vellam
  - Sai Pallavi – Kali
  - Shruthy Menon – Kismath